# 愛比科技
愛比科技（IPEVO Corp.）為視訊教學攝影機和視訊會議產品的製造商，總部位於台灣台北市內湖區。愛比是台灣設計以及製造的品牌，全球前三大實物攝影機製造商，在美國已有超過60%的公立學校使用愛比科技的視訊教學攝影機，也是多年來亞馬遜最暢銷排行榜第一名。旗下產品曾獲得包括德國iF產品設計獎和日本優良設計獎等多個獎

## 公司
愛比科技總部位於台灣台北市內湖區南京東路六段348號，董事長兼共同創始人為洪裕鈞。。
愛比在美國、荷蘭、英國和日本等地共設有六個分公司，當中以美國分公司規模最大，負責北美洲的業務。

## 紀事
- 2005年: 以「IPEVO」品牌，於全球推出Skype 專屬硬體產品
- 2005年: 發售「Free-1有線 USB 話機」 (2008更名FR-33.1)
- 2009年: 發售「P2V 實物攝影機」，熱賣十年經典產品
- 2011年: 發售「Ziggi USB 實物攝影機」
- 2011年: 開始每年參加美國最大教育科技展 ISTE
- 2011年: 設立 Amazon US商店，開始經營Amazon
- 2011年: 開始長期贊助美國 EdCamp教育營
- 2012年: 設立 Amazon UK商店，開始在歐洲販售
- 2012年: 設立 Amazon JP商店，開始在日本販售
- 2012年: 成立Wishpool 專案，每月贊助老師教學科技工具
- 2013年: 發售首支電子互動白板產品，IS-01
- 2013年: 發售首支雙模式實物攝影機，VZ-1
- 2013年: 發售實物攝影機，Ziggi-HD
- 2013年: AT-ST 手機腳架於Kickstarter線上募資
- 2013年: 設立英國分公司 IPEVO Ltd.
- 2014年: 發售首支無線實物攝影機， iZiggi-HD
- 2014年: 發售網路會議機，VX-1
- 2014年: 設立 Amazon IT 商店，開始在義大利販售
- 2015年: 發售首支無線實物攝影機， iZiggi-HD
- 2015年: 發售首支無線電子白板互動產品， IW2
- 2017年: 發售首支HDMI實物攝影機， VZ-R
- 2017年: 設立加拿大IPEVO Corp.、日本分公司IPEVO LLC
- 2017年: 設立 Amazon ES 商店，開始在西班牙販售
- 2018年: 設立荷蘭分公司IPEVO B.V.
- 2018年: 發售新一代無線實物攝影機，VZ-X
- 2018年: 發售實物攝影機，V4K
- 2018年: 贊助台灣偏鄉學校實物攝影機
- 2018年: 設立Amazon CA商店，開始在加拿大販售
- 2019年: 開始蟬聯美國亞馬遜實物攝影機暢銷榜第一
- 2020年: 設立 Amazon NL 商店，開始在荷蘭販售
- 2020年: 發售首支針對專業人士視訊協作攝影機 DO-CAM
- 2020年: 發售首支視訊專用手機支架，Uplift
- 2020年: 發售首支筆電專用翻轉學習鏡，Mirror-Cam
- 2021年: 發售首支AI 人聲加強功能視訊/教學協作攝影機，V4K PRO
- 2021年: 設立Amazon MX商店，開始在墨西哥販售

## 獲獎紀錄
- 2005年: IPEVO free-1 USB phone贏得癮科技大獎(Engadget awards)
- 2005年: Wireless Streaming Photo Frame [IPEVO WS-DF1]贏得日本優良設計獎(Good Design Award)
- 2006年: SKYPE USB HANDSET [IPEVO FREE.1]贏得日本優良設計獎(Good Design Award)
- 2006年: SKYPE USB CORDLESS HANDSET WITH SPEAKER PHONE [IPEVO FLY.1 ]贏得日本優良設計獎(Good Design Award)
- 2006年: IPEVO FREE.1 / Skype USB handset贏得iF產品設計獎 (iF Product Design Award)
- 2007年: Skype Webcam [IPEVO POV]贏得日本優良設計獎(Good Design Award)
- 2007年: IPEVO FLY.1 / Cordless handset with speaker phone贏得iF產品設計獎 (iF Product Design Award)
- 2008年: IPEVO XING / Skype USB conference phone贏得iF產品設計獎 (iF Product Design Award)
- 2008年: IPEVO ST-4RT / Universal VoIP handset贏得iF產品設計獎 (iF Product Design Award)
- 2014年: 公司獲選《CIO Review》雜誌 2014 年「20 大最有前景的教育科技服務供應商」
- 2021年: IPEVO DO-CAM USB Document Camera贏得台北國際電腦展創新設計獎(2021 COMPUTEX d&i awards)

## 外部連結
- 愛比科技台灣網站 （页面存档备份，存于）
- 愛比科技美國網站 （页面存档备份，存于）
- 愛比科技日本網站 （页面存档备份，存于）
- 愛比科技英國網站 （页面存档备份，存于）
- 愛比科技德國網站 （页面存档备份，存于）